# Општина Охаба (Алба)
Охаба (рум. Ohaba) општина је у Румунији у округу Алба.
Oпштина се налази на надморској висини од 312 m.